# Alfons Hueber
Alfons Hueber (* 1949) ist ein deutscher Jurist (Notar). Er war von 1971 bis 1973 Bundesvorsitzender der Jungen Nationaldemokraten (JN), der Jugendorganisation der rechtsextremen NPD. Nach einer Station bei den Republikanern ist er heute Mitglied der CDU.

## Leben

### Juristischer Werdegang

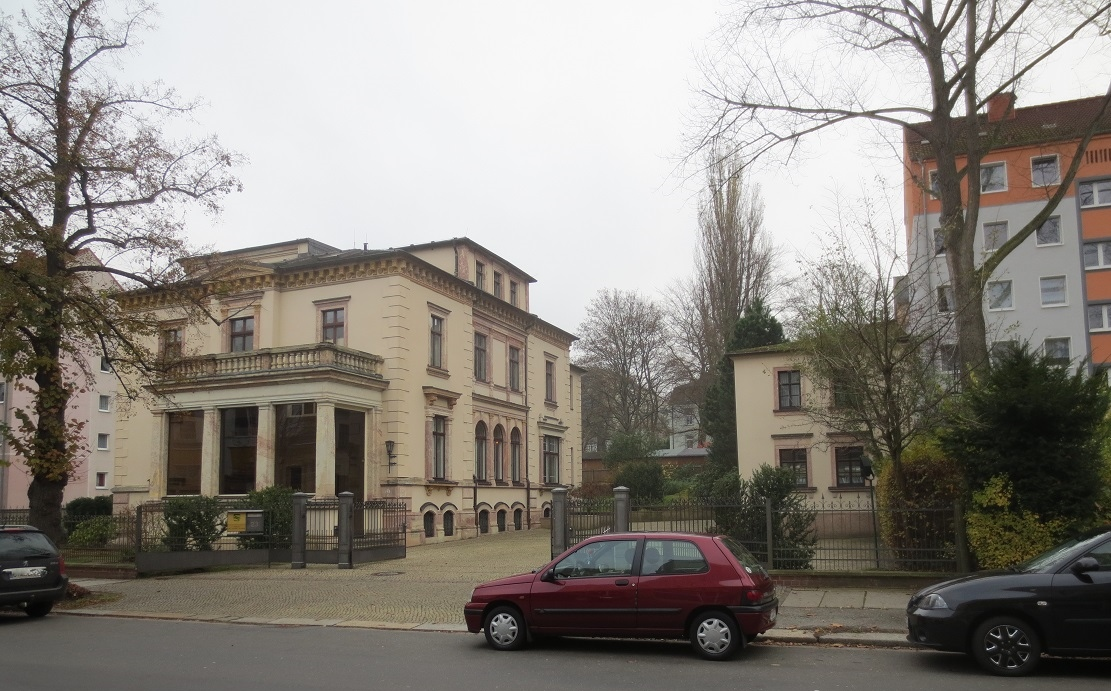
Notariatsvilla in Chemnitz (2013)

Hueber studierte bis 1976 Rechtswissenschaften an der Ludwig-Maximilians-Universität München, der Johannes Gutenberg-Universität Mainz und der Johann Wolfgang Goethe-Universität Frankfurt am Main. Nach den Staatsexamina und dem Referendariat im Bezirk des OLG Frankfurt am Main war er von 1980 bis 1984 wissenschaftlicher Mitarbeiter am Lehrstuhl für Öffentliches Recht von Dieter Grimm an der Universität Bielefeld und wurde 1981 beim Rechtshistoriker Michael Stolleis an der Universität Frankfurt am Main mit der Dissertation Otto Mayer. „Juristische Methode“ im Verwaltungsrecht zum Dr. jur. promoviert.
1984 ließ er sich als Rechtsanwalt in Frankfurt am Main nieder. 1990 wurde er zum Notar bestellt. 1991 bezog er ein Notariat (hauptamtlich) in Chemnitz. Bis 2002 war er Vizepräsident der Notarkammer Sachsen. Er ist im Herausgeberbeirat der Zeitschrift für die notarielle Beratungs- und Beurkundungspraxis, in der er auch mehrere Aufsätze veröffentlichte.
Er ist Mitglied des Expertenrings des Bundesverbandes mittelständischer Wirtschaft Chemnitz Stadt. Bis 2003 war er Aufsichtsratsvorsitzender des Chemnitzer FC.

### Korporation und politisches Engagement
Während des Studiums in München wurde er Mitglied der Burschenschaft Danubia. Er veröffentlichte auch in den Burschenschaftlichen Blättern der Deutschen Burschenschaft.
Hueber war von 1971 bis 1973 Bundesvorsitzender der Jungen Nationaldemokraten, der Jugendorganisation der NPD. Danach wurde er Mitglied der Republikaner. Außerdem war er ab 1981 Mitglied und später Vorsitzender des Witikobundes in Hessen. Er leitete u. a. 1986 mit Bernd Kallina eine Veranstaltung der „Jungen Witikonen“. Ab 1985 war er im Beirat der Gesellschaft für freie Publizistik, der laut Verfassungsschutz größten rechtsextremen Kulturvereinigung.
1987 gab er im Hohenrain Verlag einen Sammelband heraus, der sich dem Thema Tag der Befreiung widmete. Zudem publizierte er in den 1970er und 1980er Jahren in den Deutsche Annalen des Verlegers Gert Sudholt.
Hueber war Vorsitzender des antikommunistischen Bundes freier Juristen. Heute ist er Mitglied der CDU Sachsen und engagiert sich in der Chemnitzer Mittelstands- und Wirtschaftsvereinigung (MIT).

## Rechtshistorisches Werk
Hueber publizierte in den 1980er Jahren rechtshistorische Artikel und trug mit den Einträgen Otto Mayer und Hugo Preuß zum Handwörterbuch zur deutschen Rechtsgeschichte bei. Er veröffentlichte neben Erk Volkmar Heyen (1981) und Reimund Schmidt-De Caluwe (1999) eine Monografie zum Verwaltungsrechtler Otto Mayer. Diese wurde vom Rechtswissenschaftler Otto Bachof in dessen Rezension positiv aufgenommen. Er würdigte seine ausführliche Bibliographie zum Gesamtwerk Mayers, inklusive der Besprechungen, Nachrufe und Artikel.

## Schriften (Auswahl)
- Otto Mayer. „Juristische Methode“ im Verwaltungsrecht (= Schriften zum öffentlichen Recht, Band 405). Duncker & Humblot, Berlin 1982, ISBN 3-428-05044-4. (zugl. Dissertation, Universität Frankfurt, 1981)
- Hrsg.: 8. Mai 1945. Ein Tag der Befreiung? (= Veröffentlichungen der Stiftung Kulturkreis 2000, Reihe Konkret, Band 2). Mit Beiträgen von Dirk Kunert, Alfred Schickel, Heinz Nawratil, Alfred Seidl, Helmut Rumpf, Caspar von Schrenck-Notzing, Bernard Willms. Hohenrain Verlag, Tübingen u. a. 1987, ISBN 3-89180-013-4.